# Mirin
Il mirin è una sorta di sakè dolce giapponese da cucina. Le materie prime sono rappresentate dal riso glutinoso cotto a vapore e il liquore di riso.

## Utilizzo
Il mirin è un elemento culinario indispensabile per la cucina giapponese: è infatti l'elemento fondamentale per la marinatura e la cottura del teriyaki, per la preparazione dei brodi di base e per la salsa a condimento dell'anguilla arrosto.
Esistono in commercio tre tipi di mirin differenti per la durata del processo di produzione e del grado alcolico finale:
- Hon Mirin: il "vero mirin", quello con la gradazione alcolica più alta (14%)
- Shio Mirin: ha un grado alcolico massimo di 1,5%
- Shin Mirin: detto anche "condimento al mirin", praticamente non alcolico (meno dell'1%) e dal sapore più delicato